# Ярошевский, Алексей Андреевич
Алексей Андреевич Ярошевский — российский геохимик, доктор геолого-минералогических наук (1986), заслуженный деятель науки Российской Федерации, заслуженный профессор Московского университета им. М. В. Ломоносова, действительный член Российской академии естественных наук.
Родился в 1934 г. в Москве в семье служащих.
Окончил геологический факультет МГУ им. М. В. Ломоносова (1957) и аспирантуру ГЕОХИ АН СССР (1960). Работал там же (с 1976 г. по совместительству): младший, с 1969 г. старший научный сотрудник; заведующий сектором внеземного вещества лаборатории сравнительной планетологии (1980—1982) и ведущий научный сотрудник (до 2012 г.).
В 1965 г. защитил кандидатскую диссертацию.
С 1971 г. по совместительству, с 1976 г. как штатный работник преподавал в МГУ: доцент, с 1988 г. — профессор кафедры геохимии геологического факультета. Читал курсы «Геохимия», «Геохимия отдельных элементов», «Основы количественной геохимии», «Геохимия биосферы и процессов осадкообразования», «Основы космохимии и геохимии магматических процессов», «ЭВМ-моделирование магматических процессов», «Проблемы современной геохимии».
Научные интересы: общая геохимия; физико-химическое моделирование геохимических процессов; геохимия биосферы, космохимия.
Среди его учеников — доктора геолого-минералогических наук М. Я. Френкель и А. А. Арискин.
Автор более 300 работ, из них 5 монографий.
Публикации:
- Флоренский К. П., Базилевскии А. Т., Бурба Г. А., Волков В. П., Иванов А. В., Кузьмин Р. О., Назаров М. А., Николаева О. В., Пронин А. А., Родэ О. Д., Яковлев О. И., Ярошевский А. А. Очерки сравнительной планетологии. М.: Наука, 1981, 324 стр.
- Френкель М. Я., Ярошевский А. А., Арискин А. А., Бармина Г. С., Коптев-Дворников Е. В., Киреев Б. С. Динамика внутрикамерной дифференциации базитовых магм. М.: Наука, 1988, 214 стр. [английский перевод в книге: Magma-Crust Interaction and Evo-lution. Athen: Theophrastus Publ., 1989, pp. 3-88.]
- Ронов А. Б., Ярошевский А. А., Мигдисов А. А. Химическое строение земной коры и геохимический баланс главных элементов. М.: Наука, 1990, 180 стр. [английский перевод: Intern.Geol.Review, 1991, v. 17, Nos. 10, 11, pp. 941—1097.]
- Ярошевский А. А. Проблемы современной геохимии. НГУ, 2004, 194 стр. [английский перевод: Geochemistry International, v.43, Suppl. 1, 2005, pp. S1-S73.]
- Ярошевский А. А. Зонное плавление мантии и некоторые проблемы первичной базальтовой магмы. В кн. «Кора и верхняя мантия». М.: Наука. 1968

Награждён золотой медалью ВДНХ.
Скоропостижно умер 3 сентября 2017 г.
В его честь назван минерал ярошевскит (Cu9O2(VO4)4Cl2).